# والتیتسه
والتیتسه (به لاتین: Valtice) یک منطقهٔ مسکونی در جمهوری چک است که در شهرستان برژتسلاو واقع شده‌است. والتیتسه ۳٬۵۹۶ نفر جمعیت دارد.